# Muça ibne Muça
 Muça ibne Muça (785 – Tudela, 26 de setembro de 862), também conhecido por Muça II, foi membro da linhagem dos Banu Cassi e o governador de Tudela, Huesca e Saragoça. Era filho de Muça ibne Fortune e de Oneca, que era viúva de Íñigo Jimenez, pai do futuro rei Íñigo Arista de Pamplona, meio irmão de Muça ibne Muça, que era bisneto do Conde Casio, que se converteu ao Islão após a conquista muçulmana da península ibérica.

## Biografia
Permaneceu, em geral, fiel a Córdova, sede do poder central, ainda que em numerosas ocasiões tenha voltado as costas ao governador de Saragoça e ao Emir  de Córdova. Em 840 vivia no castelo de Arnedo. Nesse ano posicionasse contra o emir de Córdova pela nomeação de Alculabi como governador de Tudela. 
Aliado com o seu irmão cristão por parte de mãe, o rei pamplonês Iñigo Arista, e com o também cristão conde sobrarbense, este a ponto de anexar-se a si mesmo ao ualiado de Huesca em 840, o que haveria proporcionado na prática todo o vale médio do Ebro. Após se submeter a Abderramão II, este reconheceu-o Uale de Arnedo em 843. No ano seguinte sublevou-se de novo, mas conseguiu o perdão.
Segundo relata ibne Alcutia em Ta'rīj iftitāh al-Andalus (Historia da Conquista do Alandalus), em 844-845, os normandos atacaram a Península perto de Sevilha e espalharam o pânico entre a população que buscou refúgio na vizinha cidade de Carmona. 

## Relações Familiares
Foi filho de Muça ibne Fortune e de Oneca. Casou-se por duas vezes: o primeiro casamento foi com a sua sobrinha, a princesa Assona Iñiguez, filha do irmão Íñigo Arista de Pamplona e o segundo com Maimona ibn Zahir. Não se sabe quem foi a mãe de seus filhos, exceto a mãe de seu filho mais novo, Ismael, que foi sua segunda esposa Maimona. Seus filhos foram:
- Mutarrife ibne Muça (m. 873) casado com Velasquita Garcês de Pamplona, filha do rei Garcia Íñiguez de Pamplona;
- Lopo ibne Muça (m.  875) casado com Aiabe al-Bilatiyya;
- Fortune ibne Muça (m. 874) possivelmente o pai da reina Urraca, esposa do rei Garcia Íñiguez de Pamplona;[2]
- Auria ibne Muça, casada com Fortunio I de Pamplona;
- Ismail ibne Muça, filho de sua segunda esposa, casado com Sayda ibn Abd' Hallah.